# 横山えいじ
横山 えいじ（よこやま えいじ、1953年 - ）は、日本の漫画家、イラストレーター。北海道出身。妻は漫画家の中田雅喜。
中学生時代に『COM』を知り、のちにぐら・こん北海道支部に参加。上京しデザイン会社に就職していたが、1981年に退社しフリーのイラストレーターとなる。作画グループの元会員。
1981年、『律義な年代』（『リュウ』1981年9月号、徳間書店）でデビュー。同人誌仲間が編集部でアルバイトをしていた縁で、穴埋めの代理原稿としての掲載だったという。1982年、『月刊少年チャンピオン』（秋田書店）で『スクランブル効果』を初連載。1985年以後、『S-Fマガジン』に、SFマニア向けのギャグマンガを長らく連載。ギャグ作品でありながらハードSFファンにも根強い人気を保つ。
1986年の梶尾真治『宇宙船〈仰天〉号の冒険』（ハヤカワ文庫）以来、早川書房を中心に出版物の表紙や挿絵を多く手がける。デザイナー出身であったこともあり、DTPが導入されるまではイラストだけでなくデザイン・文字指定・版下作成・紙選びまで自分で手掛けており、自分の漫画の単行本でもノンブルや奥付の写植指定まで行っていた。
日本SF作家クラブ名誉会員。

## 主な作品
- スクランブル効果
  - 『月刊少年チャンピオン』1982年5月号 - 1983年12月号
  - 笠倉出版社／セレクト・コミック（1984年10月）
  - 大都社（1991年11月）ISBN 4-88653-420-1 - 描き下ろしのあとがき「スクランブルの時代」を収録。
  - 復刊ドットコム（2016年5月）ISBN 978-4-8354-5342-2 - 大都社版収録の「スクランブルの時代」に加え、デビュー作「律儀な年代」と、描き下ろしのあとがき「スクランブル回顧録（抄）」を収録。
- おしのび倶楽部
  - 『月刊少年チャンピオン』1984年1月号 - 1985年5月号
  - 秋田書店（1985年12月）ISBN 4-253-09956-4
- マンスリー・プラネット
  - 『S-Fマガジン』（早川書房）1985年5月号 - 1987年5月号
  - 早川書房（1987年10月）ISBN 4-15-203336-3
  - 早川書房／ハヤカワ文庫JA（2000年10月）ISBN 4-15-030650-8
- 宇宙大雑貨
  - 短編集。表題作は『S-Fマガジン』1988年1月号 - 1990年6月号
  - 早川書房（1990年5月）ISBN 4-15-203431-9 - 1991年第22回星雲賞コミック部門受賞
- ルンナ姫放浪記
  - 『S-Fマガジン』1990年8月号 - 1998年2月号
  - 早川書房（1998年1月）ISBN 4-15-208135-X - 1999年第30回星雲賞コミック部門受賞
- でじたる小学校日記
  - 『モナーク』1997年1月号 - 1998年5月号、『未来組』1998年7月号 - 2000年7月号
  - 早川書房（2000年9月）ISBN 4-15-208304-2
- ご町内回覧板
  - 『小説現代』1995年5月号 - 2001年12月号
  - イーグルパブリシング／イーグルコミックス（2004年12月）ISBN 4-86146-035-2
- マンガでわかる小説入門（すがやみつる作・構成、横山えいじ作画）
  - ダイヤモンド社（2005年10月）ISBN 4-478-93072-4
- おまかせ！レスキュ～
  - 『S-Fマガジン』1998年7月号 - 2025年現在連載中、未単行本化

## 表紙・挿絵を担当した作品
梶尾真治作品
- 『宇宙船〈仰天〉号の冒険』ハヤカワ文庫、1986年。
- 『地球はプレイン・ヨーグルト』ハヤカワ文庫、1989年。 - 新装版、表紙のみ。
- 『ヤミナベ・ポリスのミイラ男』早川書房、1990年。光文社文庫、1996年。 - 漫画も担当。
- 『恐竜ラウレンティスの幻視』ハヤカワ文庫、1991年。

東野司作品
- 『ミルキーピア物語』ハヤカワ文庫、1989年 - 1995年。

R・A・ラファティ作品
- 『九百人のお祖母さん』（ハヤカワ文庫、1988年）など、ハヤカワ文庫全作

ルーディ・ラッカー作品
- 『ソフトウェア』（ハヤカワ文庫、1989年）など、ハヤカワ文庫全作

その他
- 『宇宙兵ブルース』ハリイ・ハリスン ハヤカワ文庫、1988年。

他多数

## 受賞歴
- 1991年　第22回星雲賞アート部門・コミック部門（宇宙大雑貨）
- 1999年　第30回星雲賞コミック部門（ルンナ姫放浪記）